# Estoicismo

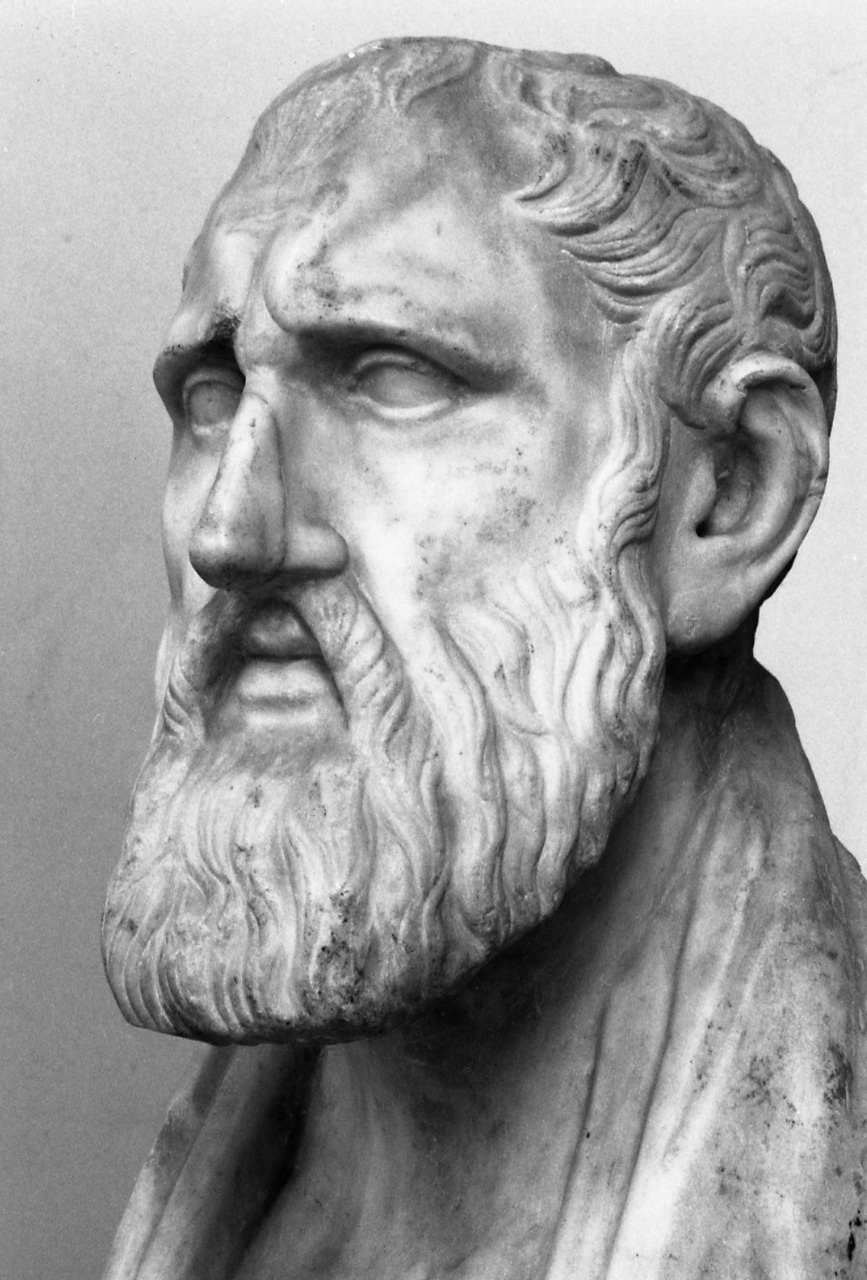
Zenão de Cítio, fundador do estoicismo, em escultura da Coleção Farnese, fotografada por Paolo Monti em 1969.

O estoicismo é uma escola de filosofia helenística que floresceu na Grécia Antiga e na Roma Antiga. Os estoicos acreditavam que a prática da virtude era suficiente para alcançar a eudaimonia — uma vida bem vivida. Os estoicos identificaram o caminho para alcançá-lo com uma vida praticando as quatro virtudes na vida cotidiana: sabedoria, coragem, temperança ou moderação, e justiça, e vivendo de acordo com a natureza. Foi fundada na antiga Ágora de Atenas por Zenão de Cítio por volta de 300 a.C..
Ao lado da ética de Aristóteles, a tradição estóica constitui uma das principais abordagens fundadoras da ética das virtudes. Os estoicos são especialmente conhecidos por ensinar que “a virtude é o único bem” para os seres humanos, e que as coisas externas, como a saúde, a riqueza e o prazer, não são boas ou más em si mesmas (adiáfora), mas têm valor como "material para a virtude agir sobre". Muitos estoicos — como Séneca e Epicteto — enfatizaram que, como "a virtude é suficiente para a felicidade", um sábio seria emocionalmente resiliente ao infortúnio. Os estoicos também sustentavam que certas emoções destrutivas resultavam de erros de julgamento e acreditavam que as pessoas deveriam ter como objetivo manter uma vontade — chamada prohairesis — que estivesse "de acordo com a natureza". Por causa disso, os estoicos pensavam que a melhor indicação da filosofia de um indivíduo não era o que a pessoa dizia, mas como ela se comportava. Para viver uma vida boa, era preciso compreender as regras da ordem natural, visto que acreditavam que tudo estava enraizado na natureza.
O estoicismo floresceu em todo o mundo romano e grego até o século III d.C. e entre os seus adeptos estava o imperador Marco Aurélio. O estoicismo experienciou um declínio depois que o Cristianismo se ter tornado a religião oficial no século 4 d.C. Desde então, viu um renascimento na Renascença (Neostoicismo) e na era contemporânea (Estoicismo moderno).

## História

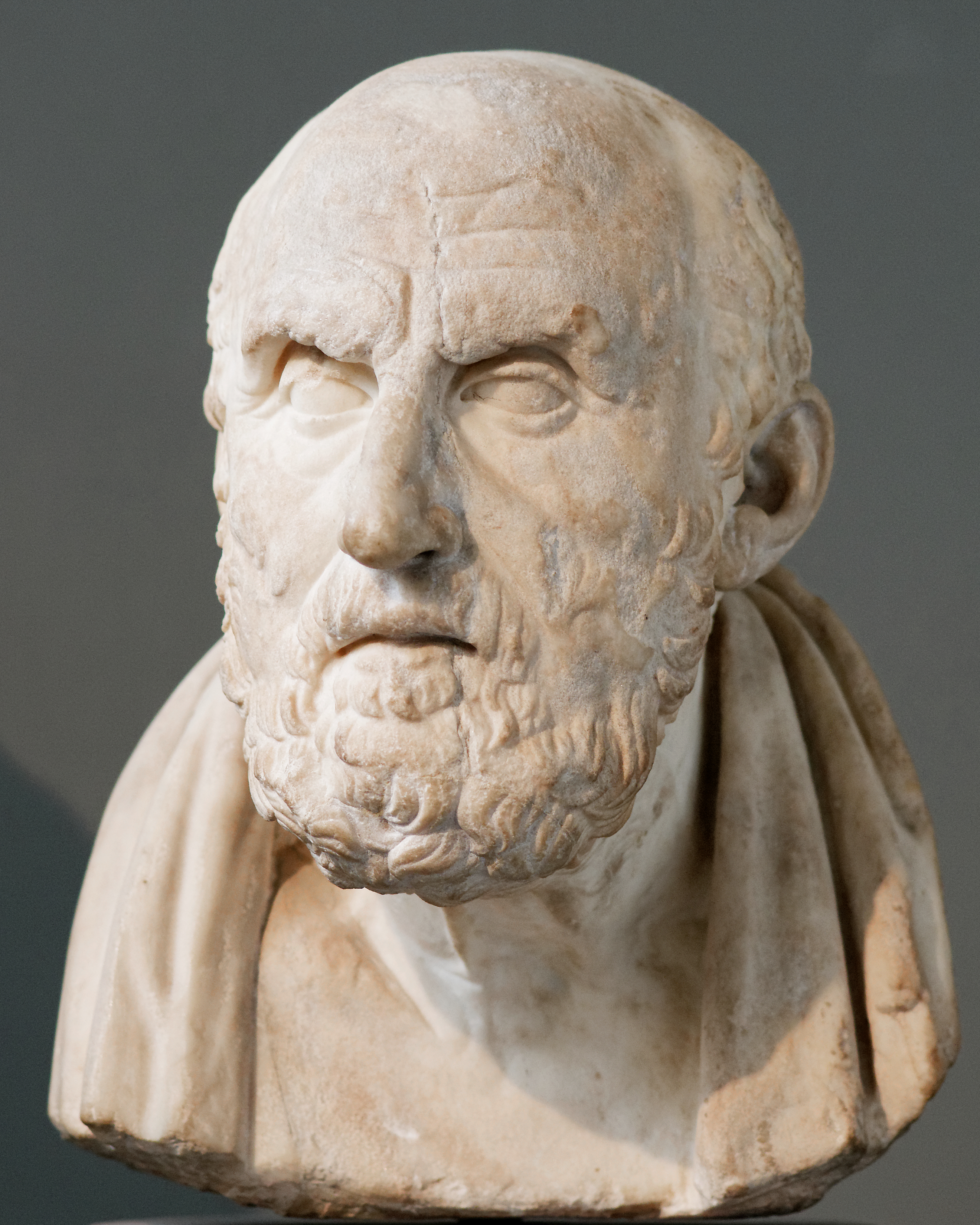
Crisipo de Solis (c. 279 – c. 206 a.C.). Cópia romana de original helenístico do século III a.C.

O nome estoicismo deriva de Stoa Poikile (em grego clássico: ἡ ποικίλη στοά; romaniz.: Stoa Poikile; lit. "pórtico pintado"), uma colunata decorada com cenas de batalha míticas e históricas no lado norte da Ágora, em Atenas, onde Zenão de Cítio e os seus seguidores se reuniram para discutir as suas ideias, perto do final do século IV a.C.. Ao contrário dos epicuristas, Zenão optou por ensinar a sua filosofia num espaço público. O estoicismo era originalmente conhecido como zenonismo. No entanto, este nome foi logo abandonado, provavelmente porque os estoicos não consideravam os seus fundadores perfeitamente sábios, evitando que a filosofia se tornasse um culto de personalidade.
As ideias de Zenão desenvolveram-se a partir das dos cínicos (levadas a ele por Crates de Tebas), cujo pai fundador, Antístenes, havia sido discípulo de Sócrates. O sucessor mais influente de Zenão foi Crisipo, que seguiu Cleantes como líder da escola, e foi responsável por moldar o que hoje é chamado de estoicismo. O estoicismo tornou-se a filosofia popular mais importante entre a elite educada no mundo helenístico e no Império Romano a ponto de, nas palavras de Gilbert Murray, "quase todos os sucessores de Alexandre [...] professarem-se como estoicos"
Os estudiosos geralmente dividem a história do estoicismo em três fases: a Estoa Antiga, desde a fundação de Zenão até Antípatro, a Estoa Média, incluindo Panécio e Posidônio, e a Estoa Tardia, incluindo Musónio Rufo, Séneca, Epicteto e Marco Aurélio. Nenhuma obra completa sobreviveu das duas primeiras fases do estoicismo. Apenas textos romanos da Estoa Tardia sobreviveram.
O estoicismo sobreviveu durante o Império Romano, incluindo a época do imperador Marco Aurélio, até que todas as escolas filosóficas foram proibidas em 529 d.C. por ordem do imperador Justiniano, em razão de suas características pagãs, contrárias aos preceitos da fé cristã, já então dominante.

## Sistema filosófico
| “ | A filosofia não promete assegurar nada externo ao homem, caso contrário estaria admitindo algo que está além do seu próprio tema. Pois assim como o material do carpinteiro é a madeira, e o da estatuária, o bronze, o tema da arte de viver é a própria vida de cada pessoa. | ” |
|   | — Epiteto, Discursos 1.15.2, Robin Hard tradução revista. |   |

Os estoicos forneceram um relato unificado do mundo, construído a partir de ideais de lógica, física monista e ética naturalista. Destes, eles enfatizaram a ética como o foco principal do conhecimento humano, embora as suas teorias lógicas fossem de maior interesse para os filósofos posteriores.[carece de fontes?]
O estoicismo ensina o desenvolvimento do autocontrole como meio de superar emoções destrutivas; a filosofia sustenta que tornar-se um pensador claro e imparcial permite compreender a razão universal (logos). O aspeto principal do estoicismo envolve a melhoria do bem-estar ético e moral do indivíduo: “A virtude consiste numa vontade que está de acordo com a Natureza”. Este princípio também se aplica ao domínio das relações interpessoais; “estar livre da raiva, da inveja e do ciúme”, e aceitar até mesmo os escravos como “iguais aos outros homens, porque todos os homens são produtos da natureza”.
A ética estóica defende uma perspetiva determinística; em relação àqueles que carecem de virtude estóica, Cleantes uma vez opinou que o homem mau é "como um cão amarrado a uma carroça e compelido a ir aonde quer que ela vá". Um estoico virtuoso, por outro lado, alteraria a sua vontade para se adequar ao mundo e permaneceria, nas palavras de Epicteto, "doente e ainda assim feliz, em perigo e ainda assim feliz, morrendo e ainda assim feliz, no exílio e feliz, em desgraça e feliz", postulando assim uma vontade individual "completamente autónoma" e ao mesmo tempo um Universo que é "um todo único rigidamente determinista". Este ponto de vista foi mais tarde descrito como “Panteísmo Clássico” (e foi adotado pelo filósofo holandês Baruch Spinoza).

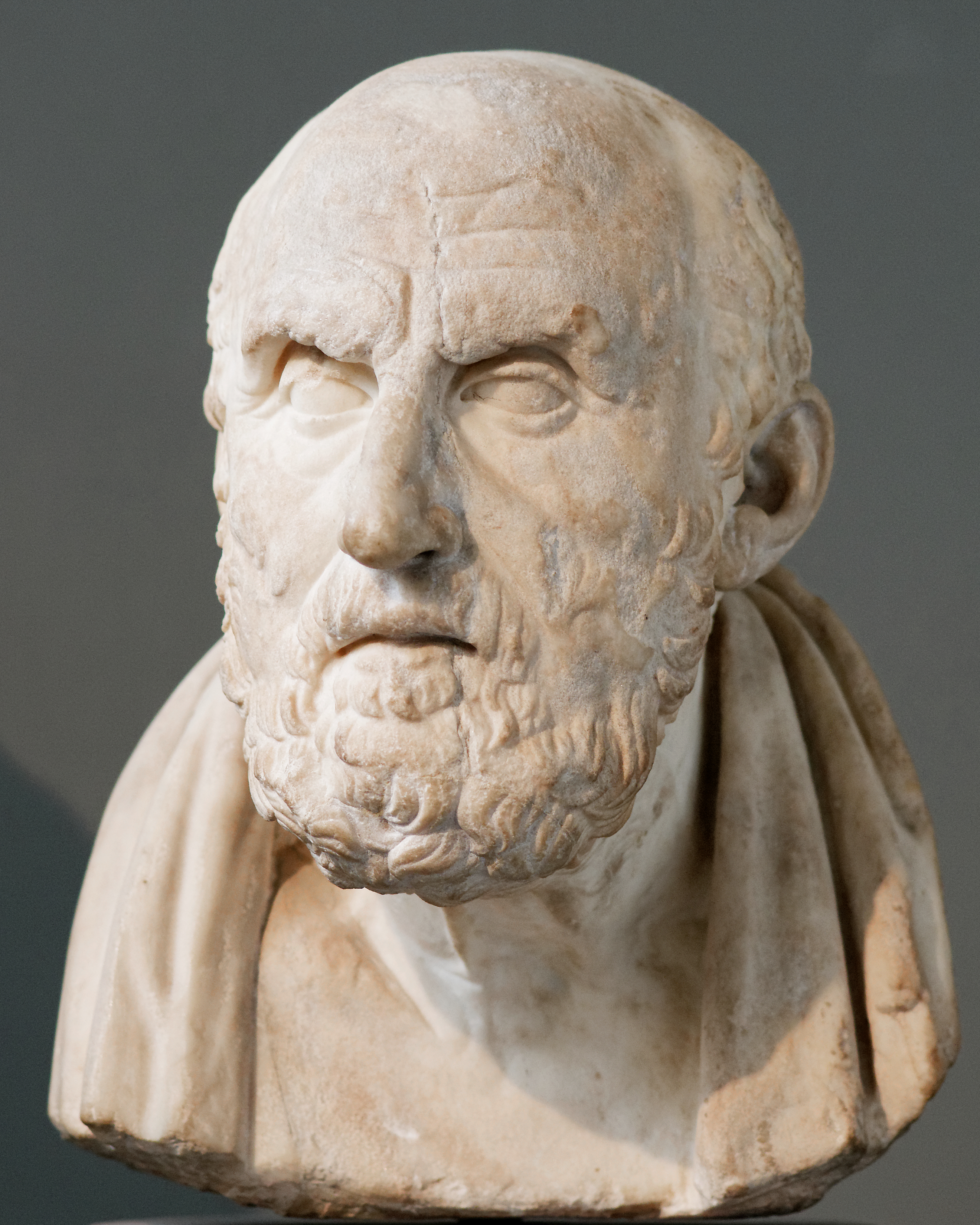
Crisipo, o terceiro líder da escola estóica, escreveu mais de 300 livros sobre lógica. As suas obras perderam-se, mas um esboço de seu sistema lógico pode ser reconstruído a partir de fragmentos e testemunhos.

### Lógica
| “ | Sou um certo pedaço de matéria e, portanto, uma substância, um algo existente (e até agora isso é tudo); Eu sou um homem, e este homem individual que sou, e portanto qualificado por uma qualidade comum e peculiar; Estou sentado ou em pé, disposto de uma certa maneira; Sou pai dos meus filhos, concidadão dos meus concidadãos, disposto de certa forma em relação a outra coisa. | ” |

Diodoro Cronos, que foi um dos professores de Zenão, é considerado o filósofo que primeiro introduziu e desenvolveu uma abordagem da lógica agora conhecida como lógica proposicional, que se baseia em declarações ou proposições, em vez de termos, diferindo muito da lógica de Aristóteles. Mais tarde, Crisipo desenvolveu um sistema que ficou conhecido como lógica estoica e incluía um sistema dedutivo, a Silogística Estóica, que era considerada rival da Silogística de Aristóteles (ver Silogismo). Surgiu um novo interesse pela lógica estoica no século XX, quando desenvolvimentos importantes na lógica foram baseados na lógica proposicional. Susanne Bobzien escreveu: "As muitas semelhanças entre a lógica filosófica de Crisipo e a de Gottlob Frege são especialmente impressionantes".
Bobzien também observa que "Crisipo escreveu mais de 300 livros sobre lógica, sobre praticamente qualquer tópico com o qual a lógica hoje se preocupa, incluindo teoria dos atos de fala, análise de frases, expressões singulares e plurais, tipos de predicados, indexicais, proposições existenciais, conectivos sentenciais, negações, disjunções, condicionais, consequência lógica, formas de argumentos válidos, teoria da dedução, lógica proposicional, lógica modal, lógica tensa, lógica epistémica, lógica das suposições, lógica dos imperativos, ambiguidade e paradoxos lógicos".

#### Categorias
Os estoicos sustentavam que todos os seres (ὄντα)— embora nem todas as coisas (τινά) — são materiais. Além dos seres existentes, admitiam quatro incorpóreos (asomata): tempo, lugar, vazio e dizível. Eles eram considerados apenas “subsistentes”, enquanto tal estatuto era negado aos universais. Assim, aceitaram a ideia de Anaxágoras (tal como Aristóteles) de que se um objeto é quente é porque alguma parte de um corpo térmico universal entrou no objeto. Mas, ao contrário de Aristóteles, ampliaram a ideia para abranger todos os acidentes. Assim, se um objeto for vermelho, será porque alguma parte de um corpo vermelho universal entrou no objeto.[carece de fontes?]
Os estoicos afirmavam que haviam quatro categorias:[carece de fontes?]
1. Substância (ὑποκείμενον): A matéria primária, substância sem forma, (ousia) da qual as coisas são feitas
2. Qualidade (ποιόν): A forma como a matéria é organizada para formar um objeto individual; na física estoica, um ingrediente físico (pneuma: ar ou respiração), que informa o assunto
3. De alguma forma disposto (πως ἔχον): Características particulares, não presentes no objeto, como tamanho, forma, ação e postura
4. De alguma forma disposto em relação a algo (πρός τί πως ἔχον): Características relacionadas a outros fenómenos, como a posição de um objeto no tempo e no espaço em relação a outros objetos

Os estoicos delinearam que as nossas próprias ações, pensamentos e reações estão sob o nosso controlo. O parágrafo de abertura do Enchiridion declara as categorias como: "Algumas coisas no mundo dependem de nós, enquanto outras não. Dependem de nós as nossas faculdades de julgamento, motivação, desejo e aversão. Em suma, o que quer que seja da nossa responsabilidade." Estes sugerem um espaço que depende de nós ou está ao nosso alcance. Um exemplo simples das categorias estoicas em uso é fornecido por Jacques Brunschwig:
| “ | Sou um certo pedaço de matéria e, portanto, uma substância, um algo existente (e até agora isso é tudo); Eu sou um homem, e este homem individual que sou, e portanto qualificado por uma qualidade comum e peculiar; Estou sentado ou em pé, disposto de uma certa maneira; Sou pai dos meus filhos, concidadão dos meus concidadãos, disposto de certa forma em relação a outra coisa. | ” |

#### Epistemologia
Os estoicos propuseram que o conhecimento pode ser alcançado através do uso da razão. A verdade pode ser distinguida da falácia – mesmo que, na prática, apenas uma aproximação possa ser feita. Segundo os estoicos, os sentidos recebem constantemente sensações: pulsações que passam dos objetos através dos sentidos para a mente, onde deixam uma impressão na imaginação (phantasiai) (uma impressão que surge da mente era chamada de phantasma).
A mente tem a capacidade de julgar (συγκατάθεσις, synkatathesis) — aprovar ou rejeitar — uma impressão, permitindo-lhe distinguir uma representação verdadeira da realidade de uma que é falsa. Algumas impressões podem ser aceites imediatamente, mas outras podem alcançar apenas graus variados de aprovação hesitante, que podem ser rotuladas como crença ou opinião (doxa). É somente através da razão que obtemos compreensão e convicção claras (katalepsis). O conhecimento certo e verdadeiro (episteme), alcançável pelo sábio estoico, só pode ser alcançado verificando a convicção com a experiência dos seus pares e o julgamento coletivo da humanidade.[carece de fontes?]
Produz para ti próprio uma definição ou descrição da coisa que te é apresentada, de modo a veres de maneira distintiva que tipo de coisa é na sua substância, na sua nudez, na sua completa totalidade, e diz a ti próprio se é seu nome apropriado, e os nomes das coisas de que foi composta, e nas quais irá resultar. Pois nada é mais produtivo para a elevação da alma, como ser-se capaz de examinar metódica e verdadeiramente cada objeto que te é apresentado na tua vida, e sempre observar as coisas de modo a ver ao mesmo tempo que universo é este, e que tipo de uso tudo nele realiza, e que valor todas as coisas têm em relação com o todo.— Marco Aurélio

### Física
Segundo os estoicos, o Universo é uma substância material de raciocínio (logos), que foi dividida em duas classes: a ativa e a passiva. A substância passiva é a matéria, que “permanece indolente, uma substância pronta para qualquer uso, mas que certamente permanecerá desempregada se ninguém a colocar em movimento”. A substância ativa é um éter inteligente ou fogo primordial, que atua sobre a matéria passiva:
| “ | O próprio universo é Deus e a efusão universal da sua alma; é o princípio orientador deste mesmo mundo, operando na mente e na razão, juntamente com a natureza comum das coisas e a totalidade que abrange toda a existência; então o poder e a necessidade preordenados do futuro; depois o fogo e o princípio do éter; depois, aqueles elementos cujo estado natural é de fluxo e transição, como a água, a terra e o ar; depois o sol, a lua, as estrelas; e a existência universal na qual todas as coisas estão contidas. | ” |
|   | — Crisipo, Em De Natura Deorum de Cícero, i. 39. |   |

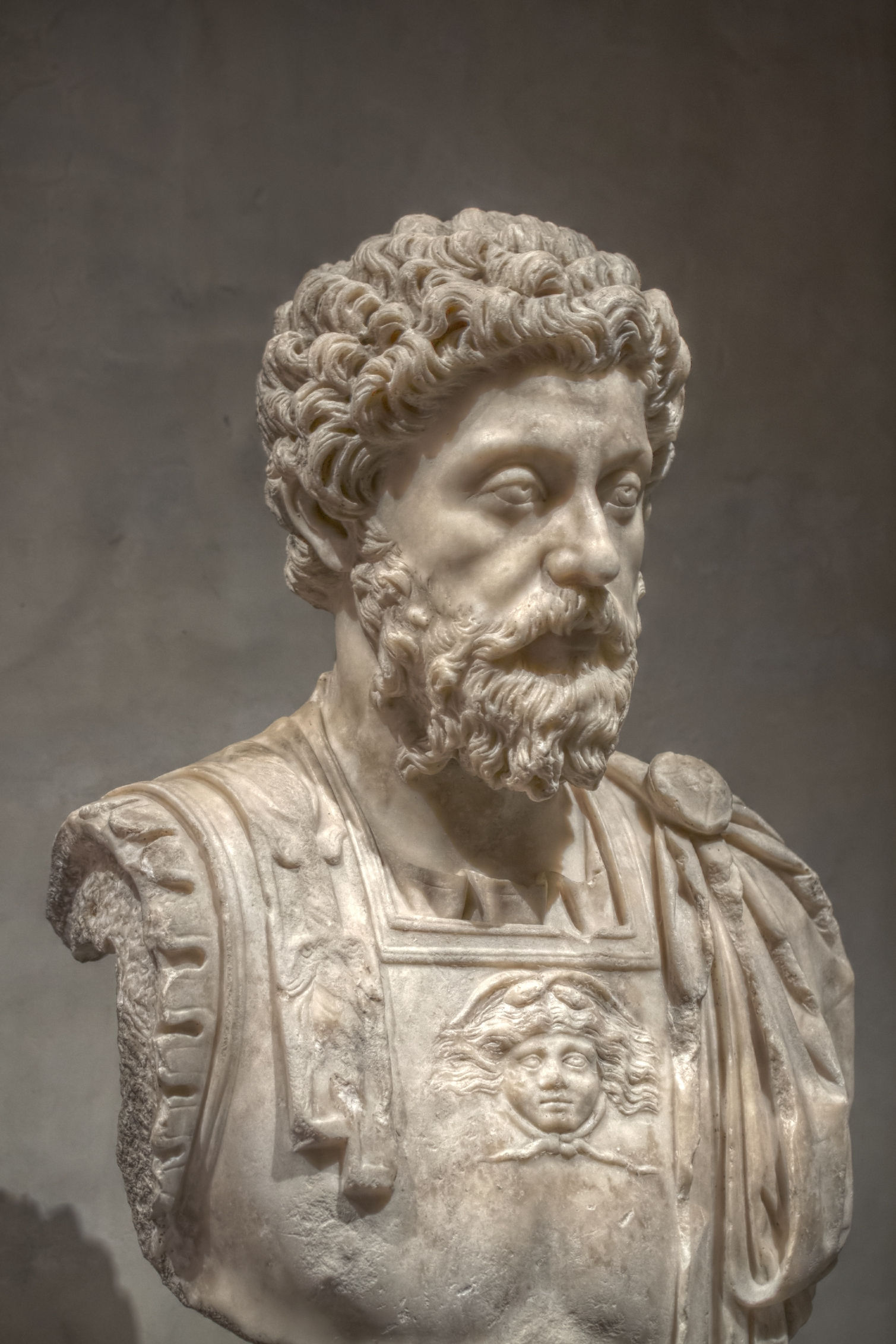
Marco Aurélio, o imperador romano estoico

Tudo está sujeito às leis do Destino, pois o Universo age de acordo com a sua própria natureza e com a natureza da matéria passiva que governa. As almas dos humanos e dos animais são emanações deste Fogo primordial e estão, da mesma forma, sujeitas ao Destino:[carece de fontes?]
| “ | Considere constantemente o universo como um ser vivo, tendo uma substância e uma alma; e observe como todas as coisas têm referência a uma perceção, a perceção deste ser vivo; e como todas as coisas agem com um movimento; e como todas as coisas são causas cooperantes de todas as coisas que existem; observe também a rotação contínua do fio e a estrutura da teia. | ” |
|   | — Marco Aurélio, Meditações, iv. 40. |   |

As almas individuais são perecíveis por natureza e podem ser “transmutadas e difundidas, assumindo uma natureza ígnea ao serem recebidas na razão seminal ("logos spermatikos") do Universo”. Visto que a razão correta é a base da humanidade e do Universo.[carece de fontes?]
A teologia estoica é um panteísmo fatalista e naturalista: Deus nunca é totalmente transcendente, mas sempre imanente e identificado com a Natureza. As religiões abraâmicas personalizam Deus como uma entidade criadora do mundo, mas o estoicismo iguala Deus à totalidade do universo; segundo a cosmologia estoica, que é muito semelhante à conceção hindu de existência, não há início absoluto do tempo, pois é considerado infinito e cíclico. Da mesma forma, o espaço e o Universo não têm começo nem fim, mas são cíclicos. O Universo atual é uma fase do ciclo atual, precedida por um número infinito de Universos, fadados a serem destruídos ("ekpyrōsis", conflagração) e recriados novamente, e a serem seguidos por outro número infinito de Universos. O estoicismo considera toda a existência como cíclica, o cosmos como eternamente autocriador e autodestrutivo (ver também Eterno retorno).[carece de fontes?]
O estoicismo não postula um começo ou fim para o Universo. Segundo os estoicos, o logos era a razão ativa ou anima mundi que permeia e anima todo o Universo. Foi concebido como material e geralmente é identificado com Deus ou com a Natureza. Os estoicos também se referiam à razão seminal ("logos spermatikos"), ou à lei da geração no Universo, que era o princípio da razão ativa atuando na matéria inanimada. Cada ser humano também possui uma porção do logos divino, que é o Fogo primordial e a razão que controla e sustenta o Universo.

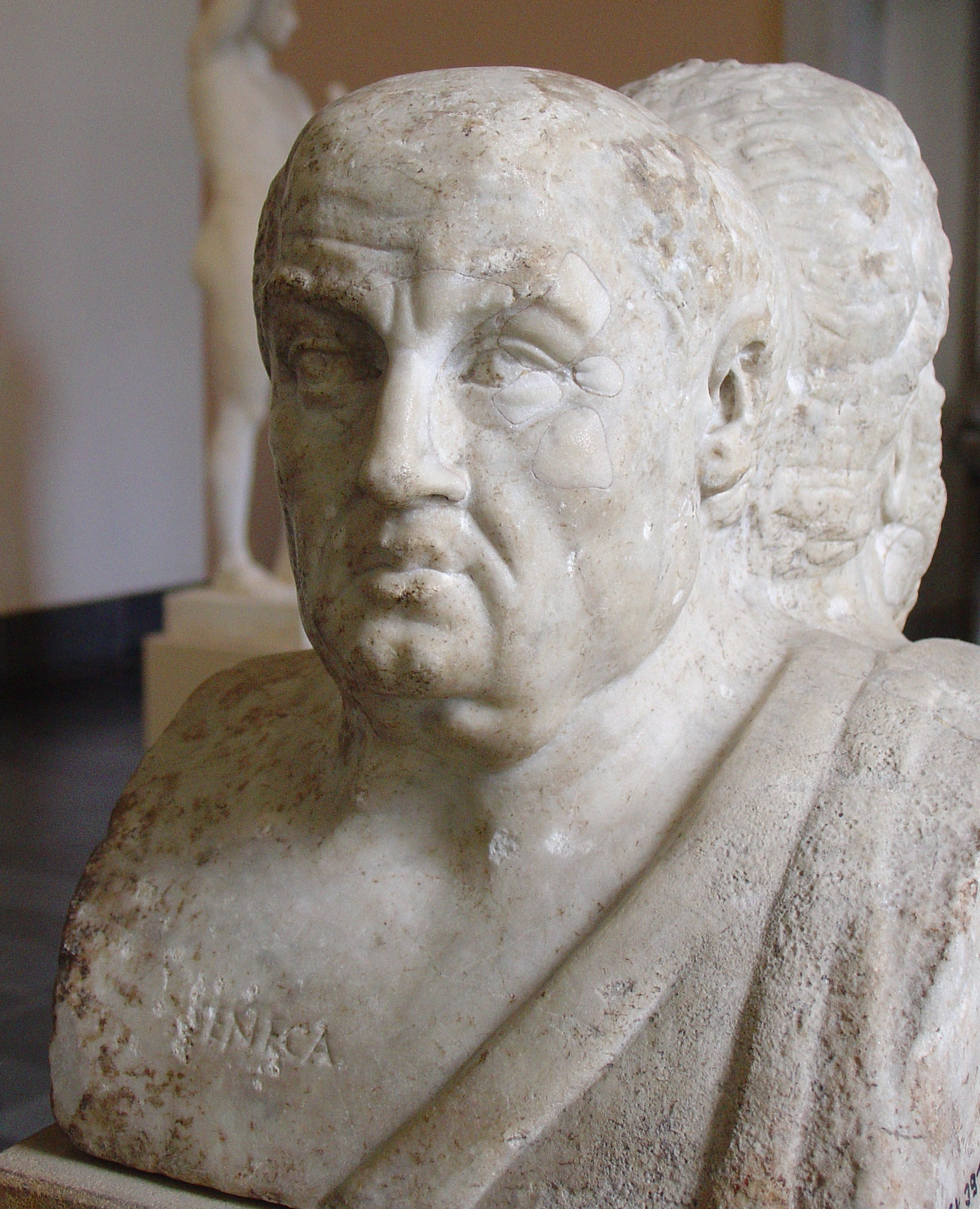
Um busto de Séneca, filósofo estoico do Império Romano que serviu como conselheiro de Nero

### Ética
O fundamento da ética estoica é que o bem reside no próprio estado da alma, na sabedoria e no autocontrolo. É preciso, portanto, esforçar-se para estar livre das paixões. Para os estoicos, a razão significava usar a lógica e compreender os processos da natureza – o logos ou razão universal, inerente a todas as coisas. A palavra grega pathos era um termo abrangente que indicava uma imposição que alguém sofria. Os estoicos usaram a palavra para discutir muitas emoções comuns, como raiva, medo e alegria excessiva. Uma paixão é uma força perturbadora e enganadora na mente que ocorre devido a uma falha em raciocinar corretamente.
Para o estoico Crisipo, as paixões são julgamentos avaliativos. Uma pessoa que experiencia tal emoção valorizou incorretamente uma coisa indiferente. Uma falha de julgamento, alguma falsa noção do bem ou do mal, está na raiz de cada paixão. O julgamento incorreto quanto a um bem presente dá origem ao deleite, enquanto que a luxúria é uma estimativa errada sobre o futuro. Imaginações irreais do mal causam angústia no presente ou medo no futuro. O estoico ideal, em vez disso, mediria as coisas pelo seu valor real, e veria que as paixões não são naturais. Estar livre das paixões é ter uma felicidade autossuficiente. Não haveria nada a temer – pois a irracionalidade é o único mal; não há motivo para raiva – pois os outros não podem prejudicá-lo.

#### Paixões
Os estoicos organizaram as paixões em quatro categorias: angústia, prazer, medo e luxúria. Um relato das definições estoicas destas paixões aparece no tratado On Passions de Pseudo-Andronicus (trad. Long & Sedley, pg. 411, modificado):
- Angústia (lupē): A angústia é uma contração irracional, ou uma nova opinião de que algo mau está presente, na qual as pessoas acham correto estarem deprimidas.
- Medo (phobos): O medo é uma aversão irracional, ou evitamento de um perigo esperado.
- Luxúria (epithumia): A luxúria é um desejo irracional, ou busca de um bem esperado, mas na realidade ruim.
- Prazer (hēdonē): O prazer é um inchaço irracional, ou uma nova opinião de que algo bom está presente, na qual as pessoas acham correto ficarem eufóricas.

|     | Presente | Futuro  |
| --- | -------- | ------- |
| Bem | Prazer   | Luxúria |
| Mal | Angústia | Medo    |

Duas destas paixões (angústia e prazer) referem-se a emoções atualmente presentes, e duas destas (medo e luxúria) referem-se a emoções direcionadas ao futuro. Assim, existem apenas dois estados direcionados à perspetiva do bem e do mal, mas subdivididos quanto ao facto de serem presentes ou futuros: Numerosas subdivisões da mesma classe foram colocadas sob o título de paixões separadas:
- Angústia: Inveja, Rivalidade, Ciúme, Compaixão, Ansiedade, Pranto, Tristeza, Perturbação, Luto, Lamento, Depressão, Vexação, Desânimo.
- Medo: Lentidão, Vergonha, Medo, Timidez, Consternação, Pusilanimidade, Perplexidade e Modéstia.
- Luxúria: Raiva, Fúria, Ódio, Inimizade, Ira, Ganância e Saudade.
- Prazer: Malícia, Arrebatamento e Ostentação.

O sábio (sophos) é alguém livre das paixões (apatheia). Em vez disso, o sábio experiencia bons sentimentos (eupatheia) que são lúcidos. Estes impulsos emocionais não são excessivos, mas também não são emoções diminuídas. Ao invés disso, são as emoções racionais corretas. Os estoicos listavam os bons sentimentos sob os títulos de alegria (chara), desejo (boulesis) e cautela (elabeia). Assim, se estiver presente algo que seja um bem genuíno, então a pessoa sábia experiencia uma elevação na alma – alegria (chara). Os estoicos também subdividiram os bons sentimentos:
- Alegria: Prazer, Alegria, Bom ânimo
- Desejo: Boa intenção, Boa vontade, Acolhimento, Carinho, Amor
- Cuidado: Vergonha moral, Reverência

#### Suicídio
Os estoicos aceitavam que o suicídio era permitido à pessoa sábia em circunstâncias que poderiam impedi-la de viver uma vida virtuosa, se fosse vítima de dor ou doença intensa, mas, caso contrário, o suicídio geralmente seria visto como uma rejeição do dever social do sábio. Por exemplo, Plutarco relata que aceitar a vida sob a tirania teria comprometido a autoconsistência (constantia) de Catão como estoico e prejudicado a sua liberdade de fazer escolhas morais honrosas.

#### Amor e sexualidade
Os estoicos primitivos diferiam significativamente dos estoicos posteriores nas suas opiniões sobre sexualidade, amor romântico e relacionamentos sexuais. Zenão defendeu primeiro uma república governada pelo amor e não pela lei, onde o casamento seria abolido, as esposas seriam mantidas em comum e o erotismo seria praticado tanto com meninos quanto com meninas com fins educativos, para desenvolver a virtude nos entes queridos. No entanto, ele não condenou o casamento em si, considerando-o igualmente uma ocorrência natural. Ele considerava as relações entre pessoas do mesmo sexo de forma positiva e sustentava que os homens sábios deveriam "ter conhecimento carnal nem menos nem mais de um favorito do que de um não favorito, nem de uma mulher do que de um homem".
Zenão favoreceu o amor sobre o desejo, esclarecendo que o objetivo final da sexualidade deveria ser a virtude e a amizade. Entre os estoicos posteriores, Epicteto manteve o sexo homossexual e heterossexual como equivalentes neste campo, e condenou apenas o tipo de desejo que levava alguém a agir contra o julgamento. No entanto, as posições contemporâneas geralmente avançavam no sentido de equiparar a sexualidade à paixão e, embora ainda não fossem hostis às relações sexuais em si, acreditavam, no entanto, que estas deveriam ser limitadas para manter o autocontrolo. Musonius defendia que o único tipo natural de sexo era aquele destinado à procriação, defendendo uma forma de união de facto entre homem e mulher, e considerava não naturais os relacionamentos realizados apenas por prazer ou afeto.

## Filosofia social
Uma característica distintiva do estoicismo é o seu cosmopolitismo: todas as pessoas seriam manifestações do espírito universal único e deveriam, de acordo com os filósofos estoicos, em amor fraternal, ajudarem-se uns ao outros de maneira eficaz. Nos Discursos, Epicteto comenta sobre a relação do ser humano com o mundo: "cada ser humano é, primeiro, um cidadão da sua comunidade; mas também é membro da grande cidade dos homens e deuses...". Esse sentimento ecoa o de Diógenes de Sínope, que disse "Eu não sou nem ateniense nem coríntio, mas um cidadão do mundo".
Os estoicos da época promoviam a ideia de que as diferenças externas, como status e riqueza, não são importantes nas relações sociais. Em vez disso, advogavam a irmandade da humanidade e a natural igualdade do ser humano. O estoicismo tornou-se a mais influente escola do mundo greco-romano e produziu uma grande quantidade de escritores e personalidades de renome, como Catão, o Jovem e Epiteto.[carece de fontes?]
Em particular, os estoicos eram notados pela sua defesa à clemência aos escravos. Sêneca exortava: "Lembra-te, com simpatia, de que aquele a quem chamas de escravo veio da mesma origem, os mesmos céus lhe sorriem, e, em iguais termos, contigo respira, vive e morre".

## Legado

### Cristianismo
Os Padres da Igreja consideraram o estoicismo como uma "filosofia pagã". No entanto, os primeiros escritores cristãos empregaram alguns dos conceitos filosóficos centrais do estoicismo. Os exemplos incluem os termos “logos”, “virtude”, “Espírito” e “consciência”. Mas os paralelos vão muito além da partilha e do empréstimo de terminologia. Tanto o estoicismo como o cristianismo afirmam uma liberdade interior face ao mundo externo, uma crença no parentesco humano com a Natureza ou Deus, um sentimento de depravação inata - ou "mal persistente" - da humanidade, e a futilidade e natureza temporária das posses e apegos mundanos. Ambos incentivam a Ascese no que diz respeito às paixões e emoções inferiores, como a luxúria e a inveja, para que as possibilidades superiores da humanidade possam ser despertadas e desenvolvidas. A influência estoica também pode ser vista nas obras de Ambrósio de Milão, Marco Minúcio Félix e Tertuliano.

### Moderno
O uso moderno do termo estoico é “pessoa que reprime sentimentos ou suporta pacientemente”. A entrada da Stanford Encyclopedia of Philosophy sobre o estoicismo observa: "o sentido do adjetivo inglês 'estoico' não é totalmente enganoso no que diz respeito às suas origens filosóficas".
O renascimento do estoicismo no século XX pode ser atribuído à publicação de Problems in Stoicism por A. A. Long em 1971, e também como parte da onda de interesse na ética das virtudes no final do século XX. O estoicismo contemporâneo baseia-se no aumento do final do século XX e início do século XXI nas publicações de trabalhos académicos sobre o estoicismo antigo. Além disso, o atual movimento estoico tem as suas raízes no trabalho de Albert Ellis, que desenvolveu a terapia racional-emotiva comportamental, bem como de Aaron T. Beck, que é considerado por muitos como o pai das primeiras versões da terapia cognitivo-comportamental (TCC).[carece de fontes?]

#### Psicologia e psicoterapia
A filosofia estoica foi a inspiração filosófica original para a psicoterapia cognitiva moderna, particularmente mediada pela Terapia Racional-Emotiva Comportamental (TREC) de Albert Ellis, o principal precursor da TCC. O manual original de tratamento de terapia cognitiva para depressão, de Aaron T. Beck et al. afirma: "As origens filosóficas da terapia cognitiva remontam aos filósofos estoicos". Uma citação bem conhecida do Enchiridion de Epicteto foi ensinada à maioria dos clientes durante a sessão inicial do TREC tradicional por Ellis e pelos seus seguidores: "Não são os acontecimentos que nos perturbam, mas os nossos julgamentos sobre os acontecimentos."
Posteriormente, isto tornou-se um elemento comum na fase de socialização de muitas outras abordagens da TCC. A questão da influência do estoicismo na psicoterapia moderna, particularmente TREC e TCC, foi descrita em detalhe em The Philosophy of Cognitive-Behavioural Therapy, de Donald Robertson.
Também foram sugeridas semelhanças entre o estoicismo moderno e a TCC de terceira onda, e foram publicados relatórios individuais sobre a sua potência no tratamento da depressão. Também tem havido interesse em aplicar os princípios do antigo estoicismo à história da origem humana, à educação ambiental, ao vegetarianismo e aos desafios modernos do desenvolvimento sustentável, do consumo material e do consumismo.
Seamus Mac Suibhne descreveu as práticas de exercícios espirituais como influenciando as da prática reflexiva. Muitos paralelos entre os exercícios espirituais estoicos e a moderna terapia cognitivo-comportamental foram identificados. Segundo o filósofo Pierre Hadot, a filosofia para um estoico não é apenas um conjunto de crenças ou reivindicações éticas; é um modo de vida que envolve prática e treino constantes (ou "askēsis"), um processo ativo de prática constante e auto-lembrete. Epicteto nos seus Discursos, distinguiu três tipos de ato: julgamento, desejo e inclinação. Hadot identifica estes três atos com lógica, física e ética respetivamente. Hadot escreve que nas Meditações, "Cada máxima desenvolve um desses topoi [isto é, atos] muito característicos, ou dois deles ou três deles."